# Lista de etimologias dos nomes das províncias e territórios do Canadá
Esta página lista as etimologias dos nomes das províncias e territórios do Canadá.

## Províncias
Alberta
Foi nomeada em homenagem a princesa Louise Caroline Alberta (1848-1939), a quarta filha da rainha Victoria, e do príncipe consorte, Alberto. A princesa Louise era esposa de John Campbell, duque de Argyll e governador-geral do Canadá de 1878 a 1883. O Lago Louise e o Monte Alberta também foram nomeados em sua honra.
 Colúmbia Britânica
Foi nomeada em homenagem a Grã-Bretanha e ao Columbia, cuja tripulação explorou a área pela primeira vez. Referencia também o distrito de Columbia da América do Norte Britânica, o nome britânico para o território drenado pelo rio Columbia, que era o homônimo do departamento de Oregon do tratado da companhia da baía de Hudson. O adjetivo "britânica" foi adicionado ao nome para distingui-la da Colômbia e do que se tornou o estado de Washington nos Estados Unidos, cujo nome iria originalmente ser Columbia. Columbia é um nome poético para o continente americano descoberto por Cristóvão Colombo. Columbia foi muitas vezes personificada como uma mulher ou deusa usando um vestido, que significava o espírito de liberdade e a busca da liberdade.
 Ilha do Príncipe Eduardo
Nomeada em 1798 em homenagem ao príncipe Edward, duque de Kent e Strathearn, filho de George III e do tenente-general no exército britânico no Canadá.
 Manitoba
Acredita-se que o nome Manitoba seja derivado das línguas Cree, Ojíbua ou Assiniboine. O nome deriva do Cree "manitou-wapow" ou do "Ojíbua manidoobaa", ambos significando: "estreitos do espírito", um lugar que se refere ao que agora são chamados de The Narrows, localizados no centro do Lago Manitoba. O nome também pode ser derivado do idioma Assiniboine que significa "Lago da Pradaria".
O lago era conhecido pelos exploradores franceses como "Lac des Prairies". Thomas Spence escolheu o nome para se referir a uma nova república que ele propôs para a área ao sul do lago. O nome foi aceito em Ottawa sob a Lei de Manitoba de 1870.
 Novo Brunswick
A província de "New Brunswick" foi nomeada em honra a Brunswick-Lüneburg, a casa ancestral do rei britânico Jorge III.
 Nova Escócia
Em inglês: New Scotland, "Nova Escócia" em português e em gaélico escocês: "Alba Nuadh". Na década de 1620 um grupo de escoceses foi enviado por Charles I para criar uma colônia, o nome latino de "Nova Scotia" foi usado na concessão de terras de Sir William Alexander em 1621. Apesar deste acordo ter sido abandonado por causa de um tratado entre a Grã-Bretanha e a França, o nome permanece.
 Ontário
Ontário foi nomeada em homenagem ao lago Ontário, cujo nome foi dado por uma língua das primeiras nações, o mais provável é que tenha sido nomeado pela palavra "onitariio", que significa o "lago bonito", ou pela palavra "kanadario", traduzido como "bonito".
 Quebec
A província de Quebec foi nomeada das palavras "kepék Míkmaq" que significam "estreito ou estreita".
 Saskatchewan
Saskatchewan foi nomeada com o nome do rio Saskatchewan (nome originário da língua Cree: kisiskāciwani-sīpiy, que significa "rio que flui rápido").
 Terra Nova e Labrador
Terra Nova
Em inglês: Newfoundland, foi nomeada por seus descobridores europeus antes de 1500, possivelmente pelo explorador português João Vaz Corte-Real em 1472, tornando-o o mais antigo nome europeu na América do Norte.
Labrador
Tem este nome provavelmente em homenagem ao navegador português João Fernandes Lavrador, que visitou a área em 1498, cujo sobrenome significa "agricultor".

## Territórios
Nunavut
O nome de Nunavut, veio da língua Inuktitut, que significa "nossa terra".
 Territórios do Noroeste
Os Territórios do Noroeste obtiveram esse nome pela sua posição ao noroeste do lago Superior. O território compreendia uma vez toda a terra canadense ao noroeste desse lago. Desde então foi dividido em várias outras províncias e territórios, um dos quais como o Yukon que o substituiu como a parte noroeste do Canadá, mas apesar disso o território manteve o seu nome.
 Yukon
Yukon, (antigamente "Yukon Territory") seu nome tem origem do rio Yukon, cujo nome, por sua vez significa "grande rio" na língua gwich'in.